# Calciumkanaal

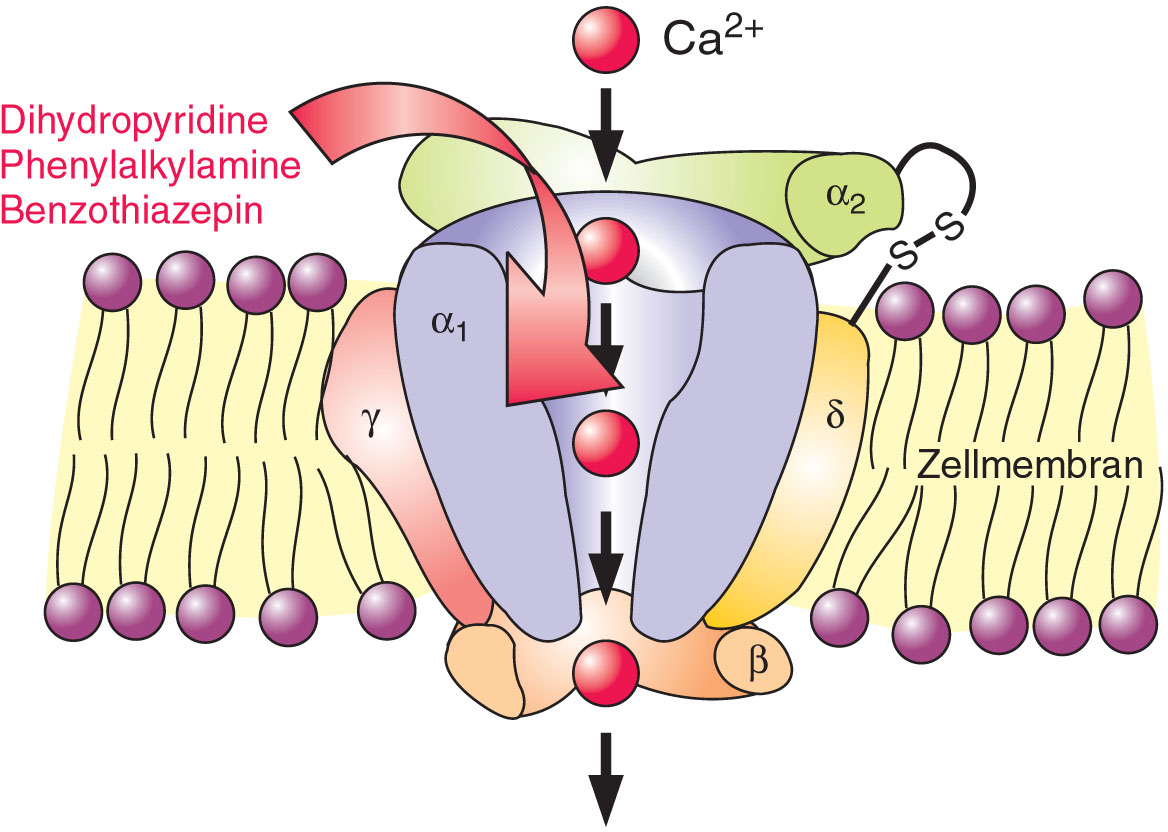
Calciumkanaal

Een calciumkanaal is een ionkanaal dat voornamelijk calciumionen doorlaat. De meeste calciumkanalen worden gereguleerd door de membraanpotentiaal van de cel. Calciumkanalen zijn aanwezig in bijna alle dierlijke cellen.
Er zijn verschillende subtypen:
- L-type-calciumkanalen (CACNA1-genfamilie) komen voor in skeletspier, hartspier, been, en corticale neuronen.
- P-type- en Q-type-calciumkanalen (CACNA1-genfamilie) komen voor in Purkinjecellen in het cerebellum.
- N-type- en R-type-calciumkanalen (CACNA1-genfamilie) komen voor in de hersenen.
- T-type-calciumkanalen (CACNA1-genfamilie) komen voor in neuronen en in hartspiercellen die in staat zijn zelfstandig een actiepotentiaal te genereren.
- IP3-receptoren (ITPR-genfamilie) en ryanodinereceptoren (RYR-genfamilie) laten calciumionen los uit het sarcoplasmatisch reticulum, bijvoorbeeld in het myocard.

Medicijnen die calciumkanalen blokkeren worden gebruikt om hypertensie te bestrijden.

## Calciumkanalen in het hart
In het hart spelen L-type- en T-type-calciumkanalen een rol. De L-kanalen hebben een geleidbaarheid van ongeveer 25 picoSiemens, blijven relatief lang open, en activeren bij relatief hoge membraanpotentiaal. De T-kanalen hebben een geleidbaarheid van ongeveer 8 picoSiemens, blijven korter open, en activeren bij een lagere membraanpotentiaal, dus in een vroeger stadium van de actiepotentiaal. De L-kanalen komen voor in alle hartspiercellen, terwijl de T-kanalen alleen in atriale cellen en cardiale Purkinjevezels (niet te verwarren met Purkinjecellen) voorkomen. De T-kanalen lijken vooral van belang voor automaticiteit: het vermogen van sommige hartspiercellen om zelf  op eigen initiatief actiepotentialen te genereren; hartspiercellen die deze eigenschap niet hebben genereren alleen een actiepotentiaal als ze daartoe worden aangezet door hun buren. De L-kanalen, daarentegen, zorgen voor de instroom van calciumionen die de Ryanodinereceptoren activeert en zo de samentrekking van de spiercellen veroorzaakt.

## Pathologie
In het syndroom van Lambert-Eaton worden neuronale calciumkanalen aangevallen door het immuunsysteem, waardoor een progressieve spierzwakte optreedt.
Sommige conotoxines blokkeren calciumkanalen, waardoor slaperigheid en beven optreedt. Pumiliotoxines, die ook effect hebben op de calciumkanalen in het hart, kunnen zelfs fatale gevolgen hebben.